# Gualjoco
Gualjoco är en ort i Honduras.   Den ligger i departementet Departamento de Santa Bárbara, i den västra delen av landet, 150 km nordväst om huvudstaden Tegucigalpa. Gualjoco ligger 250 meter över havet och antalet invånare är 1 432.
Terrängen runt Gualjoco är kuperad åt nordväst, men åt sydost är den bergig. Runt Gualjoco är det ganska tätbefolkat, med 54 invånare per kvadratkilometer. Närmaste större samhälle är Santa Bárbara, 3,4 km söder om Gualjoco.  